# Certonotus farrugiai
Certonotus farrugiai är en stekelart som beskrevs av Ian D. Gauld och Holloway 1986. Certonotus farrugiai ingår i släktet Certonotus och familjen brokparasitsteklar. Inga underarter finns listade i Catalogue of Life.